# Bulgária az 1972. évi téli olimpiai játékokon
Bulgária a japán Szapporóban megrendezett 1972. évi téli olimpiai játékok egyik részt vevő nemzete volt. Az országot az olimpián 2 sportágban 4 sportoló képviselte, akik érmet nem szereztek.

## Alpesisí
Férfi
| Versenyző       | Versenyszám      | Selejtező | Selejtező | Döntő    | Döntő    | Döntő    | Döntő    | Döntő      | Döntő      |
| Versenyző       | Versenyszám      | Selejtező | Selejtező | 1. futam | 1. futam | 2. futam | 2. futam | Összesítés | Összesítés |
| Versenyző       | Versenyszám      | Idő       | Hely.     | Idő      | Hely.    | Idő      | Hely.    | Idő        | Helyezés   |
| --------------- | ---------------- | --------- | --------- | -------- | -------- | -------- | -------- | ---------- | ---------- |
| Ivan Penev      | Lesiklás         |           |           |          |          |          |          | 2:02,16    | 40.        |
| Ivan Penev      | Műlesiklás       | 1:53,24   | 22.       | 1:06,84  | 39.      | 1:02,84  | 27.      | 2:09,68    | 27.        |
| Ivan Penev      | Óriás-műlesiklás |           |           | 1:41,77  | 38.      | 1:45,56  | 32.      | 3:27,33    | 32.        |
| Reszmi Reszmiev | Lesiklás         |           |           |          |          |          |          | 2:03,01    | 45.        |
| Reszmi Reszmiev | Műlesiklás       | kizárták  | kizárták  | 1:05,82  | 37.      | 1:05,28  | 29.      | 2:11,10    | 29.        |
| Reszmi Reszmiev | Óriás-műlesiklás |           |           | 1:45,68  | 45.      | 1:54,14  | 37.      | 3:39,82    | 37.        |

## Sífutás
Férfi
| Versenyző            | Versenyszám | Eredmény      | Helyezés      |
| -------------------- | ----------- | ------------- | ------------- |
| Petar Pankov         | 15 km       | 50:06,74      | 47.           |
| Petar Pankov         | 30 km       | 1:45:50,66    | 39.           |
| Petar Pankov         | 50 km       | 2:57:12,15    | 28.           |
| Venceszlav Sztojanov | 15 km       | 50:54,98      | 53.           |
| Venceszlav Sztojanov | 30 km       | 1:47:11,68    | 46.           |
| Venceszlav Sztojanov | 50 km       | nem ért célba | nem ért célba |